# Fernmeldebunker
Ein Fernmeldebunker ist ein massives explosionsgeschütztes Bauwerk, eine oft ganz oder teilweise unterirdisch angelegte Luftschutzanlage der Deutschen Reichspost, die im Auftrage des Oberkommandos des Heeres der Wehrmacht errichtet wurde. Die wesentliche Aufgabe der Fernmeldebunker bestand darin, Fernmeldetechnik und Personal vor direkter Einwirkung von Waffen im Angriffsfall zu schützen. Teilweise wurde er auch als militärische Kommandozentrale genutzt. Bekannte Luftschutzanlagen, die der technischen Nachrichtenübermittlung dienten, sind:
- der Hochbunker Pallasstraße
- der Hochbunker Heckeshorn
- der Bunker Wünsdorf Zeppelin.

Auch im Ausland wurden manche Fernmeldeanlagen als Bunker ausgeführt. So wurde das Sendergebäude des Langwellensenders Orlunda als Bunker ausgeführt.